# Sojuz T-10-1
Sojuz T-10-1 (nebo také Sojuz T-10a) byla sovětská kosmická loď řady Sojuz, která v roce 1983 měla letět k orbitální stanici Saljut 7. Kvůli havárii se však nikdy na orbitu nedostala. Necelou minutu před startem vypukl požár nosné rakety, záchranný systém (SAS, Sistema avarijnogo spasenija) zajistil oddělení kosmické lodi, která přistála asi 4 km od rampy.

## Posádka
- Vladimir Titov, velitel (2)
- Gennadij Strekalov, palubní inženýr (3)

V závorkách je uveden dosavadní počet letů do vesmíru včetně této mise.